# 輝け隣太郎
『輝け隣太郎』（かがやけりんたろう）は、1995年10月8日から12月24日までTBS系「東芝日曜劇場」枠で放送されたテレビドラマ。主演は唐沢寿明。

## 概要
女手一つで隣太郎を育て上げたちょっと変わり者の（実は息子のことでは人一倍心配性な）母親りん（樹木希林）との母子の軽妙なバトルを中心に、前半ではみちるとりんとの仲がうまくいかずに悩む隣太郎の姿や、苦境に陥った隣太郎に普段は部下を突き放しているが肝心なときに強い味方になる上司の香田部長（長塚京三）、隣太郎の同僚でライバル意識の強い富島（寺脇康文）、いつも横柄で高飛車だが実は人間味のある一面を持つ山梨などとの人間模様が、サラリーマン社会の厳しさを巧みに絡めて描かれている。
1995年10月15日放送の第2話「あの子はNG」で東芝日曜劇場は放送2000回（単発ドラマ時代を含む）を達成した。
以前から隣太郎に想いを寄せていて、みちるのあと隣太郎の恋人となり、副社長令嬢を得意の柔道で投げ飛ばしてマルチハウスを退社し、隣太郎への愛を育む角田真実子役（最終話で隣太郎と結婚する。）には、ドラマ初出演となる江角マキコが起用されている。
また、「即写くん」のイメージ・キャラクター「即写マン」には中居正広が起用され、番組に本人役でゲスト出演している。

## あらすじ
広告代理店「マルチハウス」の営業マン萌沢隣太郎（唐沢寿明）は、恋人・みちる（つみきみほ）の企画したインスタントカメラ「即写くん」も軌道に乗りプロポーズした矢先、みちるが交通事故で突然亡くなってしまう。
クライアントである「Jフィルム」の山梨部長（西村雅彦）にやたらと無理難題を突きつけられる隣太郎だったが、その山梨に気に入られJフィルムへの引き抜きの話があったり、クライアントの副社長令嬢との見合いを無理矢理させられたりと、サラリーマン隣太郎の悪戦苦闘の活躍を描いたホームドラマ。

## キャスト
- 萌沢隣太郎：唐沢寿明
- 萌沢りん：樹木希林
- 香田清隆：長塚京三
- 杉本みちる：つみきみほ
- 富島正樹：寺脇康文
- 角田真実子：江角マキコ
- 岡部薫：加藤麻里
- 宮口幸太郎：西郷輝彦
- 山梨浩平：西村雅彦
- 門脇源次：地井武男
- 中居正広（本人役）：中居正広

## スタッフ
- 脚本：遠藤察男
- 演出：遠藤環、桑波田景信、戸髙正啓、片山修
- プロデュース：遠藤環
- 音楽：西村由紀江
- 主題歌：唐沢寿明&樹木希林「2人のすべて」
- 挿入歌：唐沢寿明
- 制作：TBS

## 放送日程
| 話数                                                       | 放送日   | サブタイトル     | 視聴率 |
| ---------------------------------------------------------- | -------- | ---------------- | ------ |
| 第1話                                                      | 10月08日 | 絶妙コンビの親子 | 19.3%  |
| 第2話                                                      | 10月15日 | あの子はNG       | 16.1%  |
| 第3話                                                      | 10月22日 | 母か彼女か栄転か | 14.6%  |
| 第4話                                                      | 10月29日 | スゴイもん出来た | 15.6%  |
| 第5話                                                      | 11月5日  | 答えは出たのに…  | 15.5%  |
| 第6話                                                      | 11月12日 | 恋人は逝った     | 16.2%  |
| 第7話                                                      | 11月19日 | みんな心配してる | 11.6%  |
| 第8話                                                      | 11月26日 | 辞めないで下さい | 13.6%  |
| 第9話                                                      | 12月3日  | 新しい恋の予感   | 18.7%  |
| 第10話                                                     | 12月10日 | 愛の一本背負い   | 14.7%  |
| 第11話                                                     | 12月17日 | 僕に出来ること   | 17.3%  |
| 最終話                                                     | 12月24日 | 涙の披露宴       | 20.0%  |
| 平均視聴率 16.2%（視聴率は関東地区・ビデオリサーチ社調べ） |          |                  |        |

- 初回は21時 - 22時24分の30分拡大[1]。

## 受賞歴
- 第7回ザテレビジョンドラマアカデミー賞
  - 新人俳優賞（江角マキコ）[2]